# 中国公证协会
中国公证协会是中华人民共和国的全国性公证行业自律性组织，成立于1990年3月，依法对公证行使行业管理职能，所有中華人民共和國公证员均为该协会会员，各地方公证协会为该协会团体会员。

## 历史发展
中国公证协会于1990年3月依据1982年颁布的《中华人民共和国公证暂行条例》成立。

## 职能
根据《中华人民共和国公证法》以及《中国公证协会章程》，中国公证协会具有以下职责：
1. 对公证机构和公证员的执业活动进行监督；
2. 协助政府主管部门管理、指导全国的公证工作，指导地方公证协会工作；
3. 制定行业规范；
4. 维护会员的合法权益，保障会员依法履行职责；
5. 举办会员福利事业；
6. 对会员进行职业道德、执业纪律教育，协助司法行政机关查处会员的违纪行为；
7. 负责会员的培训，组织会员开展学术研讨和工作经验交流；
8. 负责全国公证赔偿基金的使用管理工作，对地方公证协会管理使用的公证赔偿基金进行指导和监督；
9. 负责公证宣传工作，主办公证刊物；
10. 负责与国外和港、澳、台地区开展有关公证事宜的研讨、交流与合作活动；
11. 负责海峡两岸公证书的查证和公证书副本的寄送工作；
12. 负责公证专用水印纸的联系生产、调配，协助行政主管部门作好管理工作；
13. 对外提供公证法律咨询等服务；
14. 履行法律法规规定的其他职责，完成司法部委托的事务。

## 组织机构
全国公证员代表大会是中国公证协会的最高权力机构，每三年召开一次。
全国公证员代表大会的职权，包括：
- 制定、修改本协会章程；
- 讨论决定本协会的工作方针和任务；
- 选举和罢免理事会理事；
- 审议、通过理事会的工作报告和财务报告；
- 全国会员代表大会认为依法应由它行使的职权。

协会同时设理事会与常务理事会，理事会是全国公证员代表大会的常设机构，对全国公证员代表大会负责。
理事会任期三年，每年至少召开一次。常务理事会在理事会闭会期间主持本会工作，通常三个月召开一次。
中国公证协会设秘书处，负责实施全国公证员代表大会、理事会、常务理事会的各项决议、决定，承担本会日常工作。